# Atanarik
Atanarik (gotsko Aþanareiks, domnevno iz  aþni  - leto in reiks – kralj, latinsko Athanaricus), kralj več vej Tervingov, ki je vladal med leti 369 in 381, * 318, † 381. 
V pisni zgodovini je prvič omenjen leta 369 kot udeleženec bitke proti vzhodnorimskemu cesarju Valensu in zatem pogajalec v zanj ugodnih mirovnih pogajanjih. Med njegovim vladanjem se je mnogo Tervingov spreobrnilo v arijanstvo, ki ga je Atanarik silovito odklanjal, ker se je bal, da bo uničilo gotsko kulturo. Po Sozomenovem pričevanju je bilo med njegovim preganjanjem v 370. letih ubitih več kot tristo arijancev.
Atanarikov tekmec Fritigern je bil arijanec in je zato užival naklonjenost rimskega cesarja Valensa. Na začetku 370. let je med Atanarikom in Fritigernom izbruhnila državljanjska vojna, ki je trajala, dokler niso Fritigerna premagali Huni. Fritigern se je za nekaj časa zatekel v Karpate, Atanarika pa je leta 381 v Konstantinoplu toplo sprejel cesar Valens, s katerim je sklenil pogodbo o prijateljstvu.
Sokrat Sholastik, Sozomen in Zosim omenjajo spor med Fritigernom in Atanarikom, medtem ko ga Amijan Marcelin in Filostrogij ne omenjata.
Po Sokratu sta bila Fritigern in Atanarik rivalska voditelja Tervingov. Ko je njuno rivalstvo preraslo v vojno, je Atanarik pridobil prednost in Fritigern je za zaprosil za rimsko pomoč. Valens je s Fritigernom in svojo tračansko armado porazil Atanarika in Fritigern se je spreobrnil v krščanstvo. Sozomen povzema Sokratovo različico dogodkov.
Po Zosimu je bil Atanarik (Atomarik) kralj Skitov. Kmalu po gotski zmagi pri Odrinu in prihodu Teodozija I. na rimski prestol so Fritigern, Alatej in Safraks severno od Donave porazili Atanarika in se nato vrnili na njen južni breg. 
Leta 376 je Valens dovolil Fritigernu, da se pred Huni, ki so malo pred tem v Dakiji porazili Grevtunge, s svojim ljudstvom umakne preko Donave in se naseli na rimskem ozemlju. Atanarika je prepustil usodi, vendar se je tudi mnogo njegovih ljudi umaknilo preko Donave. Atanarik se je leta 381 nepričakovano pojavil v Konstantinoplu in se po Jordanesu začel z novim cesarjem Teodozijem I. pogajati o miru. Cesar je Tervingom podelil položaj foederatov in jim kot rimskim zaveznikom dovolil naselitev na rimskem ozemlju. Jordanes  Orozij in Zosim  njegovo trditev potrjujejo, medtem ko Amijan Marcelin  pripoveduje povsem drugo zgodbo. Atanarika naj bi njegovi plemenski tovariši izgnali in ga prisilili, da poišče zatočišče pri Rimljanih. Podobno zgodbo pripoveduje tudi Temistij. Atanarik kot begunec seveda ni imel nobene avtoritete, da bi se lahko pogajal z Rimljani. Teodozij ga je sprejel samo zato, ker je želel narediti globok vtis na Tervinge, ki so se še vedno vojskovali z Rimljani. Nekaj tednov kasneje je Atanarik umrl. Leta 382 je bila s Tervingi (ali Vizigoti) ki so se še vedno upirali v Trakiji, sklenjena mirovna pogodba, ki je trajala do Teodozijeve smrti leta 395.

## Vira
- P.J. Heather, Goths and Romans 332-489, Oxford, 1991.
- H. Wolfram, Gotische Studien I. Das Richtertum Athanarichs, Mitteilungen des Instituts für Österreichische Geschichtsforschung (MIÖG), 83, 1975, str. 1ff.